# Cantó de Habsheim
El cantó de Habsheim (alsacià kanton Hàbse) és una divisió administrativa francesa situat al departament de l'Alt Rin i a la regió del Gran Est

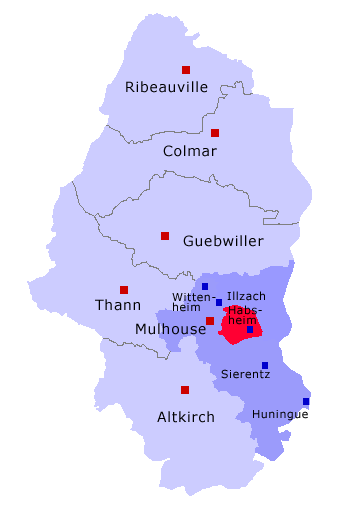
representació del cantó de Habsheim al districte de Mülhausen i al departament de l'Alt Rin

## Composició
El cantó aplega 5 comunes :
| Nom alsacià   | Nom francès    | Nom alemany   |
| Aschedswiller | Eschentzwiller | Eschenzweiler |
| Hàbse         | Habsheim       | Habsheim      |
| Riedese       | Riedisheim     | Riedisheim    |
| Ríxe          | Rixheim        | Rixheim       |
| Zímmersche    | Zimmersheim    | Zimmersheim   |

## Conseller general de l'Alt Rin
- 1992-2010: Charles Buttner (UDF, després UMP)